# ستانلي هاورواس
ستانلي مارتن هاورواس (بالإنجليزية: Stanley Hauerwas)‏ (من مواليد عام 1940)، هو عالم إلهيات، وعالم أخلاقيات، ومفكر عام أمريكي. كان هاورواس أستاذًا في جامعة ديوك لفترة طويلة، وعمل بمنصب أستاذية غيلبرت تي رو للأخلاقيات اللاهوتية في كلية ديوك اللاهوتية بالإضافة إلى عمله المشترك في كلية القانون في جامعة ديوك في نفس الوقت. تبوأ هاورواس أيضًا رئاسة قسم الأخلاق اللاهوتية في جامعة أبردين في خريف عام 2014. درّس هاورواس في جامعة نوتر دام قبل انتقاله إلى جامعة ديوك وجامعة أبردين. يعتبر هاورواس واحدًا من أكثر اللاهوتيين الأحياء نفوذاً في العالم وقد أطلقت عليه مجلة تايم في عام 2001 لقب «أفضل عالم إلهيات في أمريكا». كان أول لاهوتي أمريكي يلقي محاضرات جيفورد المرموقة في جامعة سانت أندروز في اسكتلندا على مدار أربعين عامًا. كثيرًا ما يقرأ الباحثون في المجالات خارج الدين أو الأخلاق -مثل الفلسفة السياسية وعلم الاجتماع والتاريخ والنظرية الأدبية- أعماله ويناقشونها. حقق هاورواس شهرة خارج الأوساط الأكاديمية باعتباره مفكرًا عامًا، إذ ذاع صيته لدرجة استضافته في برنامج أوبرا وينفري.
على الرغم من شهرة هاورواس الكبيرة لعمله المتعلق بالأخلاقيات واللاهوت السياسي، فقد كتب على نطاق واسع في مجموعة منوعة من الموضوعات، بما في ذلك اللاهوت الفلسفي والفلسفة السياسية وفلسفة علم الاجتماع والقانون والتعليم وأخلاقيات علم الأحياء وأخلاقيات الطب. يشتهر هاورواس بانتقاده الشديد للديمقراطية الليبرالية والرأسمالية والسياسة العسكرية، كما يُعتبر أيضًا ناقدًا لكل من المسيحية الأصولية والمسيحية الليبرالية، ويشار إليه عادةً على أنه عضو في اليسار الإنجيلي. يُستقى عمل هاورواس من عدد من وجهات النظر اللاهوتية، بما في ذلك الميثودية وتجديدية العماد والأنجليكية والكاثوليكية. تُعتبر دعوته وعمله المتعلق بأخلاقيات الفضيلة وعلم لاهوت ما بعد الليبرالية من أهم مساهماته في اللاهوت الحديث. صنفت مجلة كريستيانيتي توداي كتاب هاورواس مجتمع الطابع: نحو أخلاق اجتماعية مسيحية بناءة من ضمن أهم مئة كتاب عن الدين في القرن العشرين. ومع ذلك، فإن كتابه الأكثر شهرة هو على الأرجح المقيمون الأجانب: الحياة في المستعمرة المسيحية، والذي شارك في كتابته مع ويليام ويليمون.

## النشأة والتعليم
ولد ستانلي هاورواس في دالاس، تكساس في 24 يوليو من عام 1940، ونشأ في بليزانت غروف القريبة من دالاس، ضمن عائلة من الطبقة العاملة. ارتاد هاورواس كلًا من مدرسة بليزنت غروف الثانوية (1954- 1956) ومدرسة دبليو. دبليو. سامويل الثانوية (1956- 1958). تدرب هاورواس في وقت مبكر من حياته على حرفة البناء بالآجر تحت رعاية والده الذي كان عامل بناء. كانت التجربة تكوينية للغاية لحياته اللاحقة، إذ إنه غالبًا ما قارن المهارة والعمل الشاق الذي يتطلبه البناء بالآجر مع مقاربته الخاصة للعمل اللاهوتي وتحديات عيش حياة مسيحية متكاملة.
ارتادت عائلة هاورواس كنيسة بليزنت ماوند الميثودية، حيث اختبر المعمودية وسر الميرون والأفخارستيا (القربان المقدس). تطوع هاورواس للخدمة في عبادة ليلة الأحد في سن الخامسة عشرة، مفترضًا حصوله على الخلاص.
التحق هاورواس بجامعة ساوث وسترن، وهي كلية للفنون الحرة تابعة للكنيسة الميثودية المتحدة، وذلك بعد تخرجه من مدرسة بليزانت غروف الثانوية. حصل على درجة البكالوريوس في الآداب في عام 1962. كان أيضًا عضوًا في أخوية فاي ديلتا ثيتا أثناء دراسته في جامعة ساوث وسترن. استمر في التعلم من أجل الحصول على بكالوريوس في اللاهوت، وماجستير في الآداب، وماجستير في الفلسفة، ودكتوراه في الفلسفة من جامعة ييل. حصل هاورواس أيضًا على درجة الدكتوراه الفخرية في اللاهوت من جامعة إدنبرة خلال إلقائه لمحاضرات جيفورد في عام 2001.
درّس هاوراس أولاً في كلية أوغسانا في روك آيلاند في إلينوي بعد تخرجه من جامعة ييل وقبل انضمامه إلى أعضاء هيئة التدريس في جامعة نوتر دام في عام 1970. دُعي لاحقًا لتولي منصب في هيئة التدريس في كلية اللاهوت بجامعة ديوك في عام 1983، حيث درس في مجال الأخلاقيات اللاهوتية حتى تقاعده في عام 2013، على الرغم من أنه يواصل الكتابة والتحدث في جامعة ديوك بصفته زميل أبحاث أقدم. عُين لرئاسة قسم الأخلاق اللاهوتية في جامعة أبردين في عام 2014.
تأثر هاورواس بمجموعة واسعة من المفكرين، ومن بينهم كل من أرسطو وتوما الأكويني، وسورين كيركغور، وكارل بارث، ولودفيغ فيتغنشتاين، وجون هوارد يودر، وألسدير ماكنتاير، وميشال فوكو، وويليام جيمس.

## التكريمات
أطلقت مجلة تايم على هاورواس لقب «أفضل عالم إلهيات في أمريكا» في عام 2001. رد بقوله: «ا[لأفضل] ليس فئة لاهوتية».
دُعي هاورواس في عام 2001 لإعطاء محاضرات جيفورد في جامعة سانت أندروز في اسكتلندا، والتي نُشرت باسم ويذ غراين أوف ذا يونيفرس (مع غلال الكون)، وهو نص جادل فيه هاورواس بأن كارل بارث كان «عالم الإلهيات الطبيعية» الأبرز في محاضرات جيفورد. كانت هذه الحجة مثيرة للجدل على اعتبار أن كارل بارث معروف بعداوته لعلم اللاهوت الطبيعي. حسب وجهة نظر هوارواس، فقد جادل بارث بأن القناعات المسيحية حول العالم تصف خلق الله الجيد كما هو، مع التأكيد على أن مثل هذه القناعات لا يمكن فهمها بصرف النظر عن البرهان المسيحي، وهذا ما يجعل من بارث لاهوتيًا طبيعيًا مناسبًا وفقًا لهاورواس بالمقارنة مع رينهولد نيبوهر وويليام جيمس، الذين ذُكروا أيضًا ضمن المحاضرات.
قدم هاورواس بعضًا من محاضراته في جامعة أبردين إلى مجلة سكوتيش جورنال أوف ثيولوجي في وقت سابق من عام 1997، ونُشرت باسم سانكتيفاي ذيم إن تروث 1998 (طهرهم بالحقيقة [1998]).